# Антония Апостолова
Антония Апостолова е българска писателка (авторка на разкази, романи, поезия).
Тя е създателка и авторка на сайта „Литературни разговори“. Работи като редактор и рецензент на художествена литература, както и като литературен журналист и критик. Носителка е на редица литературни награди. 

## Биография
Родена е в Бургас. Завършва английска гимназия „Гео Милев“, като по време на ученето ѝ излиза нейната първа книга „Солена ябълка“ (1994). Поетичният сборник е инициатива на 2 бургаски творци, попаднали на стиховете ѝ – поета и текстописец Пейо Пантелеев и художника Руси Стоянов. Това е единствената илюстрирана от него художествена книга. 
През 2001 г. завършва магистратура по английска филология в СУ „Св. Климент Охридски“, като последната година учи превод в класа на проф. Александър Шурбанов. Известно време работи в английската редакция на Радио България към БНР. След това прекарва 15 години в медиите – като онлайн редактор-журналист в сайтовете на Vesti.bg и на телевизия BIT.  
През 2019 г. се мести в Нидерландия, където пише следващите си 2 книги: сборника с разкази „Потъване в мъртво море“ и романа „Нас, които ни няма“. По същото време слага началото и на литературния сайт за рецензии и интервюта с писатели „Литературни разговори“. Междувременно започва да прави рецензии и редакции за български издателства и да пише за различни издания. 
Към края на 2021 г. се завръща със семейството си в България, като започва още по-усилено да се занимава с редакторство и литературна критика. Работи за „Жанет 45“, „Кръг“, „Александрия“, „Редакторите БГ“, както и на свободна практика. Пише периодично за издания като „Тоест“, „Литературен вестник“, „Портал Култура“ и др. Преподава творческо писане на младежи към организацията „Аморфа Академия“ във Варна през 2023 г.
През 2017 г. излиза преведеният от нея и Роберт Леви сборник „Езикът казва“ с поезия на израелския поет Амир Ор.  
През 2020 г. се включва в сборника „Моята булчинска рокля“ с тематични разкази, съставен от Жанина Драгостинова.

## Произведения
- Солена ябълка. Нефтохимик. 1994
- Потъване в мъртво море. Жанет 45. 2019. ISBN 978 619 186 514 7
- Моята булчинска рокля. Колибри. 2020. (съавтор) ISBN 978-619-02-0705-4
- Нас, които ни няма. Жанет 45. 2021. ISBN 978-619-186-643-4

## Отзиви за творбите
За "Нас, които ни няма"
1. Роман за доверието. Деян Енев. Култура
2. Между локалното и универсалното. Амелия Личева. Дневник
3. За нас, които ни има, или за Ин и Ян. Красимир Димовски. Марица
4. Безутешна история за любов и смърт. Златко Ангелов. Антипропаганда
5. Антония Апостолова тръгва неудържимо след думите. Марина Деливлаева. Jasmin.bg
6. Думи за романа "Нас, които ни няма". Проф. Иван Станков. Литературни разговори
7. Черни дупки и бели джуджета. Иван П. Петров. Култура

За "Потъване в мъртво море"
1. Писане без дъно. Димитър Щуров. Литературен вестник
2. Подари ми неочакван мрак. Темз Арабаджиева. Книжно: на по книга-две.
3. Думи за "Потъване в мъртво море". Проф. Иван Станков. Литературни разговори
4. Отзив за "Потъване в мъртво море". Красимир Димовски. Литературни разговори
5. Издигане от мъртвилото: солените спомени потъват. Ива Анастасова. Литературен вестник

## Интервюта
1. Антония Апостолова, която облече в думи неназовимото. Свободна Европа (10.11.2022)
2. Истината днес е коварно заменена от термина "гледна точка". Дневник (08.05.2022)
3. Разговор за романа "Нас, които ни няма". Аларма, БНР. (09.05.2022)
4. Антония Апостолова: Не сме смъртни. Mediacafe.bg (21.04.2022)
5. Толкова трудно беше прощаването с книжния аромат. Дневник (02.03.2022)
6. Антония Апостолова – нея, която ще я има. Капана. бг (09.06.2022)
7. Винаги съм ценяла повече как, а не какво се разказва. Портал Култура (20.07.2021)
8. Антония Апостолова за миналото, което се дестилира в нас. БНР (28.08.2021)
9. Нека героите сами се пишат. BGStoryteller.bg (25.09.2021)
10. Суетата да разкажем себе си е незаобиколима. Още.бг (29.11.2021)
11. В разговор пред Софийския международен литературен фестивал 2021
12. Търся дълбочината на опита в обикновеността. Литературен вестник (25.11.2020)
13. Любовта е по-силна от способността ни да я унищожаваме. LadyZone.bg (12.02.2020)
14. Послепис за Антония и нейните герои. Маргиналия (07.10.2020)
15. В разговор пред Софийския международен литературен фестивал. 2020
16. Баналността на вечните теми ражда най-силнaта литература - разговор пред Камелия Кучер. Литературни разговори (29.08.2019)
17. Искам да развълнувам и задъхам смислени читатели. BGStoryteller.bg (13.10.2019)
18. За морето на спомените и изпитанията Архив на оригинала от 2019-10-22 в Wayback Machine.. Свободна зона с Георги Коритаров (21.10.2019)
19. Антония Апостолова с дебют в прозата. СБЖ (03.11.2019)
20. Разкази, обединени от общата тема за човешките загуби и щети. Аларма, БНР (06.11.2019)
21. Разговор с Антония Апостолова. Легендите на София, БНР
22. Книгата и самотата се отричат. Момичетата от града (28.10.2019)
23. Литературна среща: Антония Апостолова, Златко Ангелов, Камелия Кучер. Аз чета (05.11.2021)
24. Пред "С книга в полунощ" за загубите и катарзиса. Литературни разговори (25.09.2019)

## Отличия и награди
За „Потъване в мъртво море“
- национална награда „Йордан Радичков“ 2020 в категория „дебют в разказа“
- номинация в краткия списък на „Портал Култура“ 2020

За „Нас, които ни няма“
- национална награда на „Портал Култура “ II 2022
- годишна награда за художествена проза на Община Бургас 2022
- номинация за национална награда „Перото“ 2021